# Stenus morio
Stenus morio är en skalbaggsart som beskrevs av Johann Ludwig Christian Gravenhorst. Stenus morio ingår i släktet Stenus och familjen kortvingar. Arten är reproducerande i Sverige. Inga underarter finns listade i Catalogue of Life.